# De stierentemmer
De stierentemmer is het vijftiende stripverhaal uit de reeks van Suske en Wiske. Het is geschreven en getekend door Willy Vandersteen en gepubliceerd in De Standaard en Het Nieuwsblad van 5 januari 1950 tot en met 15 mei 1950.
De eerste albumuitgave was in 1950, destijds in de Vlaamse ongekleurde reeks met nummer 10. In 1972 werd het verhaal heruitgegeven in de Vierkleurenreeks, en kreeg hier nummer 132. In 1994 verscheen de geheel oorspronkelijke versie nog eens in Suske en Wiske Klassiek.
Het verhaal is in wezen vooral een ludieke aanklacht tegen het stierenvechten en het onnodige leed dat dit bij de dieren veroorzaakt.

## Locaties
- Spanje met Andoulasië (Andalusië) Servela (Sevilla) met de arena voor stierengevechten, een ruïne en het Gierennest

## Personages
- Suske, Wiske met Schanulleke, Lambik, tante Sidonia, Net de Anker / Carmencita Falasol (atoom- en operazangeres), capitano Schramoelio – de Gier van de Bergen - en Ramundo, Don José del Rondello (Jopie) (horlogemaker, uitvinder), Sprotje, Pedro, Carmen Snijbonia, waarzegster, de Banderillas, de Picadors, de heer Vingers van Strongarm, stier

## Uitvindingen
- De Stalen Stier, afgekort als T.A. ("Toro Aciero")

## Het verhaal
Lambik voorkomt op de autoweg van Breda naar Antwerpen een overval. De bestuurder van de auto die werd overvallen is al doorgereden voordat Lambik kan zien wie dit is. Hij heeft wel een vrouwenstem in de auto "Santa Madolla" horen roepen. 
Als Lambik het gebeurde even later aan tante Sidonia vertelt, vermoedt die dat het gaat om haar nicht Net de Anker, die met een Spaanse uitvinder is getrouwd. Sidonia heeft sinds de Spaanse Burgeroorlog niets meer van deze nicht vernomen, daarvoor schreven ze elkaar nog brieven.
Lambik geeft Sidonia een kaartje voor een optreden van de operazangeres Carmencita Falasol. Dit blijkt dezelfde als Net de Anker te zijn. Tijdens het optreden wordt de kist van de zangeres gestolen. Suske en Wiske volgen de dieven, en vinden in de doos een klein kindje, Sprotje. Tante Sidonia hoort het verhaal van haar nicht, die in de burgeroorlog haar man is kwijtgeraakt. Ze zingt voor de kost omdat ze voor Sprotje moet zorgen. Lambik laat per ongeluk de twee ontvoerders – Ramundo en Schramoelio – ontsnappen met Sprotje en Schanulleke. Sprotje belandt per ongeluk in een goederentrein.
De vrienden vinden nog wel een routekaart naar Andoulasië in Spanje en gaan met het vliegtuig op pad. Onderweg vallen Wiske en Lambik uit het vliegtuig. Ze worden door de politie gevonden en op verdenking van smokkelen opgesloten. Ze horen op de radio dat Suske en tante Sidonia het ongeluk ook hebben overleefd en in het ziekenhuis in Servela liggen. Lambik en Wiske worden vrijgelaten na het radiobericht en overnachten in een herberg. Daar komt ’s nachts een roversbende met Sprotje. Ze vertellen Wiske dat ze willen dat de vader van Sprotje zijn nieuwste uitvinding vernietigt. De rovers stelen en verkopen stieren die vervolgens worden ingezet voor stierengevechten, en de vader van Sprotje heeft een uitvinding gedaan waardoor er geen stieren meer hoeven dood te gaan. Wiske weet met Sprotje te ontsnappen en ze gaan naar de ruïne. Lambik verlost intussen een stier van een rotte kies. De stier is Lambik heel dankbaar.
Signor Stobbelaro ziet Lambik en neemt hem in dienst als toreador. Lambik hoopt hiermee snel beroemd te worden. Lambik gaat naar een optreden van de danseres Carmen Snijbonia en krijgt daar een briefje van een geheimzinnige waarin wordt gewaarschuwd dat hij niet aan de stierengevechten moet deelnemen. Een waarzegster voorspelt Lambiks dood. Stobbelaro speelt met de schurken onder één hoedje door gestolen stieren van hen over te kopen. Rondello, de man van Carmencita, wordt intussen gevonden in een ruïne waar hij aan een geheime uitvinding werkt. Hij vertelt dat hij voorzitter is van L.A.T. “Los Amigos Toros - de vrienden van de stier”. Hij wil het gevecht van de volgende dag voorkomen. Met een zelfgemaakt zweefvliegtuig gaat Rondello naar Servela, waar hij Carmen en de andere geheimzinnige (Suske) ontmoet. Carmen Snijbonia is Sidonia in vermomming, nadat ze uit het ziekenhuis werd ontslagen heeft ze als danseres de kost verdiend samen met Suske.
Lambik wordt overgehaald om geen stieren te doden, maar Schramoelio is in hun midden en houdt hen gevangen. Lambik wordt dronken gevoerd en gedwongen te vechten in de arena. Wiske ziet dat de rovers de ruïne met dynamiet ondermijnen en de vrienden ontsnappen. Wiske vindt de uitvinding, de T.A. ("Toro Aciero – Stalen Stier"). De stier waartegen Lambik tegen moet vechten blijkt dezelfde te zijn als die door Lambik van een rotte kies werd verlost en de twee vallen elkaar in de armen. Het publiek eist dat de stier wordt gedood, maar Lambik weigert dit.
Tante Sidonia hoort van de burgemeester dat ze familie van hem is en Spaans bloed heeft. Zijn overgrootvader, de Hertog Medina Sidonia, stond aan het hoofd van de Armada-vloot die door Filips II werd uitgezonden. De burgemeester besluit te helpen nu hij weet dat tante Sidonia familie van hem is. Suske, Wiske en Sprotje ontsnappen met de stier uit de ruïne. Rondello klaagt de rovers aan en ze moeten van de burgemeester als eerste met de Stalen Stier in de arena een gevecht aangaan. Schramoelio en Stobbelaro ontsnappen met Sprotje op de stier, en de politie en de rovers raken in een vuurgevecht. De rovers vluchten naar het Gierennest, maar dan komt Carmencita met een parachute uit het vliegtuig en de rovers worden uitgeschakeld door haar krachtige stem. De rovers worden opgesloten. Een agent van een wapenfabriek die de stalen stier van Rondello wil kopen om hem als wapen te gebruiken wordt weggejaagd. De vrienden gaan met het vliegtuig terug naar Zaventem.

## Varia
- Het stierenvechten zou later als thema terugkomen, als eerste in De zwarte zwaan (1958). Hier is het dan Jerom die weigert een stier te doden.
- Een sprotje is een kleine vissoort. Vermits Carmencita Falasol oorspronkelijk een visverkoopster was, is dit geen onlogische naam.
- "Schramoelio" verwijst naar "schramoelen", het Vlaamse dialectwoord voor kleine stukjes niet opgebrande steenkool of sintels.
- In het oorspronkelijke album zegt Sprotje tegen Lambik dat hij even hard loopt als Gaston Reiff, waarop Lambik antwoordt dat Reiff nog een leerling van hem is geweest. Deze verwijzing is in de herdrukken weggelaten.
- Wiske vraagt Lambik wat hij over Spanje weet. In de oorspronkelijke versie vertelde Lambik haar'"(...) er komen soms toeristen die Léon heten." Dit is een verwijzing naar Léon Degrelle, leider van de collaborerende partij REX, die na de Tweede Wereldoorlog naar Spanje gevlucht was. Bij de latere herdruk is deze grap uit de tekst verwijderd, omdat het voor veel lezers niet meer goed te begrijpen was.
- Wiske hoort een Suske en Wiske-lied op de radio in het Gierennest als de rovers met Sprotje zijn vertrokken naar de ruïne.
- "Andoulasië" is een woordspeling op Andalusië. "Servela" verwijst naar Sevilla maar is ook een toespeling op "cervela", een Vlaams dialectwoord voor paardenlookworst.
- In tegenstelling tot veel van de andere Suske en Wiske-verhalen die oorspronkelijk in zwart-wit waren verschenen, is er in De stierentemmer niets veranderd aan de oorspronkelijke tekeningen bij de heruitgave in de Vierkleurenreeks, met uitzondering van de kaft.
- Vandersteen heeft zich voor het personage Carmencita Falasol vermoedelijk sterk laten inspireren door Bianca Castafiore, een van de belangrijkste bijfiguren uit De avonturen van Kuifje van Hergé.[1] De uitvinder Rondello doet daarnaast enigszins aan professor Zonnebloem denken (hij heeft een zeer slecht zicht, terwijl Zonnebloem aan doofheid lijdt).
- Vandersteen zou zelf hierna niets nieuws meer doen met de bijpersonages die hij had bedacht in De stierentemmer. Marc Verhaegen maakte in 1991 wel Spruiten voor Sprotje (niet in de hoofdreeks uitgebracht), een verhaal waarin veel personages uit De stierentemmer terugkeren.